# Đăng ký xe
Đăng ký xe tại Vương quốc Anh là một cơ sở dữ liệu về xe cơ giới. Đây là một yêu cầu pháp lý ở Anh đối với hầu hết các loại xe cơ giới phải được đăng ký nếu chúng được sử dụng trên đường công cộng.
Tất cả các phương tiện mới và nhập khẩu bắt buộc phải được đăng ký vào sổ đăng ký do Cơ quan Cấp phép Lái xe và Xe (DVLA) ở Vương quốc Anh và Cơ quan Lái xe & Xe (DVA) ở Bắc Ireland quản lý.
Xe đã đăng ký không cần cung cấp giấy chứng nhận thuế nữa ở Vương quốc Anh.
Trên đăng ký, cùng với các chi tiết xe (thực hiện, mô hình, công suất động cơ, màu sắc, số VIN, v.v.) được hạch toán các chi tiết của thủ môn hiện tại của chiếc xe (tên, địa chỉ). Người giữ hiện tại được cấp một tài liệu đăng ký được gọi là V5C, hiển thị chi tiết đăng ký của chiếc xe. Mỗi khi bất kỳ chi tiết đăng ký nào thay đổi, nếu người giữ xe bị thay đổi, hoặc bất kỳ chi tiết nào của xe đều bị thay đổi, ví dụ, DVLA / DVLNI phải được thông báo và một tài liệu mới được ban hành.
Một khoản phí đăng ký xe đầu tiên phải được thanh toán để nhập một chiếc xe vào đăng ký lần đầu tiên.

## Cơ sở dữ liệu sử dụng
Cơ sở dữ liệu có sẵn cho các cơ quan thực thi pháp luật cho các hoạt động như:
- Kiểm tra tính hợp pháp của xe như: chứng nhận an toàn hiện tại, bảo hiểm xe máy và bằng lái xe
- Cảnh sát thực thi luật giao thông
- Thực thi camera an toàn tự động của một số luật giao thông

Thông tin chi tiết từ cơ sở dữ liệu cũng có sẵn, với giá £ 2,50, cho bất kỳ ai có lý do chính đáng để yêu cầu chúng. Từ năm 2004 đến 2009, dịch vụ đã bán được hơn 18 triệu tên và địa chỉ tính phí 44 triệu bảng. DVLA tuyên bố rằng họ không kiếm được lợi nhuận từ dịch vụ. Các công ty kiểm tra xe thương mại kết hợp chi tiết cơ sở dữ liệu kiểm tra xe để bảo vệ người tiêu dùng và chống gian lận. Năm 2009, Castrol đã sử dụng thông tin từ cơ sở dữ liệu để tạo quảng cáo được cá nhân hóa cho trình điều khiển. Năm bảng quảng cáo ở London nhận dạng tự động biển số và sau đó tư vấn cho người lái xe nên sử dụng loại dầu động cơ nào dựa trên nhãn hiệu và tuổi của chiếc xe của họ. DVLA nói rằng việc sử dụng cơ sở dữ liệu như vậy là "không phù hợp" và nó đang "khẩn trương điều tra".